# تیروو
تیروو (به لاتین: Tyrowo) یک منطقهٔ مسکونی در لهستان است که در Gmina Ostróda واقع شده‌است.

## خصوصیات
تیروو ۸۶۰ نفر جمعیت دارد.